# Zespół HELLP
Zespół HELLP (ang. HELLP syndrome) – ciężkie powikłanie stanu przedrzucawkowego lub rzucawki. Składa się na niego grupa objawów:
- niedokrwistość hemolityczna (Hemolytic anemia)
- podwyższone poziomy enzymów wątrobowych (Elevated Liver enzymes)
- małopłytkowość (Low Platelet count).

Zespół opisał i nazwał Louis Weinstein w 1982 roku.

## Przyczyny powstania
Przyczyną wystąpienia zespołu HELLP może być niedokrwistość, która powstaje w wyniku hemolizy lub niedoboru żelaza.

## Grupy ryzyka
- wieloródki,
- wiek powyżej 25 lat,
- obciążony wywiad położniczy,
- biała rasa.

## Objawy i przebieg
Głównymi objawami wystąpienia zespołu HELLP są: 
- ból w prawym  podżebrzu lub w nadbrzuszu,
- nudności, wymioty,
- bóle głowy z zaburzeniami widzenia,
- złe samopoczucie.

Objawy te mogą nasilać się w nocy. 
Pacjentki u których rozwija się zespół HELLP często są już pod opieką lekarzy z powodu nadciśnienia tętniczego ciężarnych, lub są diagnozowane w kierunku stanu przedrzucawkowego. Do 8% przypadków zespołu HELLP rozwija się w okresie poporodowym.  
Pełna morfologia krwi jest podstawowym badaniem pozwalającym na ocenę rozwoju procesu chorobowego, np. u pacjentki z niedokrwistością może wskazać na nadmierny rozpad czerwonych krwinek (co może być jednym z pierwszych objawów zespołu HELLP). 
Zespół rozsianego wykrzepiania wewnątrznaczyniowego rozpoznawany jest u nawet 20% pacjentek z zespołem HELLP. W 84% przypadków zespół HELLP wikła ostra niewydolność nerek.

## Postępowanie
1. Przed 27 tygodniem ciąży podejmuje się próbę postępowania wyczekującego.
2. Między 27 a 34 tygodniem ciąży zaleca się poród w ciągu 48 godzin od rozpoznania. (po ustabilizowaniu stanu pacjentki i podaniu glikokortykosteroidów)
3. W przypadku rozpoznania zespołu HELLP po ukończeniu 34 tygodnia ciąży zalecane jest jak najszybsze ukończenie ciąży.